# Riki Takeuchi
Riki Takeuchi (竹内力 Takeuchi Riki?) (4 de enero de 1964) es un actor y cantante japonés. Takeuchi ha participado en muchas películas de yakuzas y de acción, entre las que se cuenta Dead or Alive de Takashi Miike. También participó en Battle Royale II: Réquiem, donde interpretó a su personaje homónimo.
Takeuchi es también conocido bajo el nombre artístico de "RIKI", bajo el que se presentó en el mundo de la música.

## Carrera
Takeuchi debutó en el mundo del cine en 1986, tras haber trabajado anteriormente como modelo.
En 2007, introdujo su alter ego musical "RIKI", del que Takeuchi afirmó que se trataba en realidad de su hermano gemelo y no de él mismo. Este personaje, siempre vestido con ropa extravagante y tocado con gafas de sol, suponía una versión exagerada de sí mismo, directamente autoparodiada de la fama conseguida por Takeuchi durante sus años en el cine japonés. Su último disco como RIKI fue en 2010, aunque aún sigue realizando apariciones bajo su nombre.

## Carrera en la lucha libre profesional
Takeuchi es además famoso por sus apariciones en la empresa de puroresu HUSTLE. Bajo el nombre de "King RIKI", Takeuchi debutó en HUSTLE Aid 2009 con un atuendo y personalidad similares a su personaje RIKI. En el evento, King RIKI "asesinó" a Generalissimo Takada cuando se disponía a retirarse de la empresa y tomó su rol de antagonista, formando para ello una nueva facción de luchadores llamada Riki Corps, entre los que se hallaban Riki Choshu, Yoshihiro Takayama y Wataru Sakata. En HUSTLE Jihad 2009, RIKI derrotó finalmente al HUSTLE Army, tras lo que se anunció que la empresa tomaría un estilo mucho más serio, alejado de la anterior "Fighting Opera". Sin embargo, poco después HUSTLE cerró.

## Perfil
- Nombre: Riki Takeuchi (竹内力, Riki Takeuchi)
- Fecha de nacimiento: 4 de enero de 1964.
- Lugar de nacimiento: Saiki, Prefectura de Oita, Japón.
- Tipo de Sangre: A
- Altura: 5 '11 " (180 cm)

## Filmografía
- 1986 His Motorbike, Her Island ... Koh Hashimoto
- 1986 Bound for the Fields, the Mountains, and the Seacoast ... Kawakita-sensei
- 1986 The Yakuza Wives ... Taichi Hanada
- 1987 Shonan Bakusozoku: Bomber Bikers of Shonan ... Shirozaki
- 1987 The Yakuza Wives 2 ... Sada
- 1988 Sudden Shock! Monster Bus
- 1988 The Strange Couple ... Osamu Yamakura
- 1988 The Discarnates
- 1990 Juroku-sai no Marine Blue
- 1990 Binbara High School
- 1991 Blowback: Love & Death ... Joe
- 1991 Jingi
- 1995 Tokyo Mafia: Yakuza Wars ... Ginya Yabuki
- 1995 Tokyo Mafia 2: Wrath of the Yakuza ... Ginya Yabuki
- 1995 Ginji the Slasher ... Ginjiro Manda
- 1996 Tokyo Mafia 3: Battle for Shinjuku
- 1996 Peanuts ... Kyotaro
- 1996 Fudoh: The New Generation ... Daigen Nohma
- 1997 Tokyo Mafia 4: Yakuza Blood
- 1997 Fudoh 2
- 1998 Blood
- 1998 The Yakuza Way ... Kanuma
- 1998 Fudoh 3
- 1998 Gokudo no Onna-tachi:
- 1998 The Stupid Teacher ... Kuhachiro
- 1998 Mikeneko Holmes no Tasogare Hotel ... Osakabe
- 1998 Daikaiju Tokyo ni
- 1999 Nobody
- 1999 Dead or Alive ... Ryūichi
- 2000 Dead or alive 2: Sangre yakuza ... Shuuichi
- 2002 Dead or Alive III: Duelo Final ... Oficial Takeshi Honda
- 2002 Deadly Outlaw: Rekka ... Kunisada
- 2003 Honor 37: The Rule of Vengeance ... Jun
- 2003 Hitokiri Ginji ... Ginji Sonezaki (1945-1953)
- 2003 Battle Royale II: Requiem ... Riki Takeuchi-sensei
- 2003 Yakuza Demon ... Seiji
- 2003 Last Life in the Universe ... Takashi
- 2005 Genkaku
- 2005 Yaji and Kita: The Midnight Pilgrims ... Shonoshin Kimura
- 2005 Suteinu
- 2005 Una noche tormentosa ... Giro
- 2006 Shura Gedo: Honke Shugeki
- 2006 LoveDeath
- 2006 Yo-Yo Girl Cop ... Kazutoshi Kira
- 2007 The Yakiniku
- 2007 Dai Nipponjin ... Hanerunojyuu
- 2008 Jirocho
- 2008 Ichi
- 2008 Hyakuhachi
- 2012 Thermae Romae ... Tatenio